# 43-й саміт G7

Офіційний логотип 43-го саміту

43-й саміт Великої сімки — зустріч на найвищому рівні керівників держав Великої сімки, що відбулася 26—27 травня 2017 року в місті Таорміна (Сицилія, Італія).

## Учасники
| Члени G7          |                   |                  |                          |
| Учасник           | Учасник           | Представляє      | Посада                   |
| Канада            | Канада            | Джастін Трюдо    | Прем'єр-міністр          |
| Франція           | Франція           | Еммануель Макрон | Президент                |
| Німеччина         | Німеччина         | Ангела Меркель   | Канцлер                  |
| Італія            | Італія            | Паоло Джентілоні | Прем'єр-міністр          |
| Японія            | Японія            | Шіндзо Абе       | Прем'єр-міністр          |
| Велика Британія   | Велика Британія   | Тереза Мей       | Прем'єр-міністр          |
| США               | США               | Дональд Трамп    | Президент                |
| Європейський Союз | Європейський Союз | Жан-Клод Юнкер   | Президент ЄС             |
| Європейський Союз | Європейський Союз | Дональд Туск     | Голова Європейської Ради |
| Гості             |                   |                  |                          |

## Результати
Учасники саміту ухваливши спільне комюніке, підтвердили свою підтримку України та заявили, що Росія несе відповідальність за цей конфлікт, погодилися посилити співпрацю у боротьбі з тероризмом та посилити санкції щодо Росії в разі невиконання Росією Мінських угод. Учасники саміту не досягли згоди щодо торгівлі і Паризького кліматичного договору.